# ジョン・ビンガム (第7代ルーカン伯爵)
第7代ルーカン伯爵リチャード・ジョン・ビンガム（英: Richard John Bingham, 7th Earl of Lucan、1934年12月18日 - 1974年11月7日失踪）は、殺人の疑いをかけられた後1974年に失踪したイギリスの貴族である。「ルーカン卿」（英: Lord Lucan）の名で広く知られたビンガムは、アングロ＝アイリッシュの貴族だった第6代ルーカン伯爵ジョージ・ビンガムとケイトリン・ドーソンの間に生まれた長男だった。第二次世界大戦中の疎開から戻った後、彼はイートン・カレッジに進学し、1953年から1955年にかけて西ドイツでコールドストリームガーズとして出仕した。その後彼は賭け事の味を覚え、バックギャモンやブリッジの腕を磨いて、クラーモント・クラブ (Clermont Club) の初期メンバーとなった。負けが込むこともしばしばだったが、彼はロンドンを拠点としたマーチャント・バンクを辞め、プロのギャンブラーに転向した。父の第6代ルーカン伯爵存命中は、「ビンガム卿」と呼ばれた（英: Lord Bingham、1949年4月 – 1964年1月）。
イアン・フレミングの007シリーズ映画化で、ジェームズ・ボンド役へのキャスティングも考えられたルーカン卿は、贅沢な生活ぶりでも知られていた。モーターボートレース (en) を行い、アストンマーティンを乗り回していたという。1963年、彼はヴェロニカ・ダンカンと結婚し、3人の子どもを儲けた。結婚は1972年暮れに破綻し、彼は家族の住むベルグレイヴィア・ロウワー・ベルグレイヴ・ストリート46番地の家を出て、近くにあった資産物件に引っ越した。親権訴訟は紛糾し、ルーカン卿は親権獲得に失敗する。その後彼は、妻の内偵と通話の録音を始め、公然と子どもの親権奪取に執着を見せる。この執着はギャンブルでの負けと相まって、彼の人生や個人財政に大きな影響を与えた。
1974年11月7日の夕方、子どもたちのナニーであるサンドラ・リヴェットが、ルーカン家の地下室で、棍棒で殴られて死亡しているのが見つかる。レディ・ルーカンも襲われており、後に自分を襲ったのはルーカン卿だったと証言した。警察が殺人捜査を始めた頃、母親に電話したルーカン卿は、子どもたちを迎えに行くよう求め、その後借りたフォード・コルセアでイースト・サセックス・アクフィールドにある友人宅まで運転して行った。数時間後、彼は家を後にし、痕跡も残さず失踪した。車はニューヘイヴンに乗り捨てられているのが見つかり、中には血痕、トランクには包帯が巻かれた鉛管があったが、犯行現場ではトランクにあったものと同じ鉛管が1本見つかっていた。数日後にはルーカン卿の逮捕令状が発行され、彼の欠席裁判で行われたリヴェットの死因審問で、検死官はルーカン卿が犯人であると宣告した。
ルーカン卿の運命については、イギリスで長年関心の的となってきた。リヴェット殺し以来、世界各地で数多くの目撃証言、また多くの仮説があるが、実証されたものはひとつもない。警察の捜査と大衆の関心がありながらもルーカン卿は見つからず、そのまま失踪宣告が出され、2016年には死亡宣告がなされた。

## 幼少期と教育
リチャード・ジョン・ビンガムは、1934年12月18日に、ロンドン・メリルボーンのベンティンク・ストリート19番地で、アングロ＝アイリッシュの貴族だった第6代ルーカン伯爵ジョージ・ビンガムと、妻ケイトリン・エリザベス・アン・ドーソンの間に、第2子・長男として生まれた。肺に血栓が見つかったことで母は療養所生活を余儀なくされ、ジョンと呼ばれるようになった息子の彼は、当初家族の雇った乳母に育てられた。3歳の時、彼は姉のジェーンと共にタイト・ストリートにあるプレ・プレップスクールに通い始めたが、戦火が近付いてきたことから、2人で1939年に比較的安全だったウェールズに疎開した。翌年には妹のサリーや弟のヒューも加わり、ルーカン家の子どもたちはトロント、そして程なくしてニューヨーク州マウント・キスコへと移住した。子どもたちは億万長者のマーシャ・ブレイディ・タッカー（英: Marcia Brady Tucker）の元で5年過ごし、ハーヴィー・スクールに進学したジョンは、夏にはきょうだいと離れてアディロンダック山地でのサマーキャンプに参加した。
アメリカにいる間、ジョンをはじめとしたきょうだいたちは雄大な景色の中で何不自由なく過ごしたが、1945年2月にイングランドに戻った彼らは、戦時下のイギリス (en) の殺伐とした現実を目の当たりにした。イギリスでは未だに配給制度が続いており、チェルシー・チェイン・ウォークにあった以前の邸宅は空襲を受けていたほか、イートン・スクエア22番地の家は窓が吹き飛んでいるという有様だった。貴族の生まれでありながら、第6代伯爵夫妻は不可知論者・社会主義者であり、裕福なクリスチャンだったタッカーが送らせた生活より、もっと禁欲的な生活を好んでいた。ジョンは暫く悪夢に悩まされ、サイコセラピストの治療を受けている。彼は成人してからも不可知論的立場を保ったが、子どもたちは日曜学校に通わせ、一般的な子ども時代を送らせることを選んだ。
イートン・カレッジに進んだ彼は、ここでギャンブルの味を覚えて技を磨いた。彼はブックメーカーとして得た利益を小遣いの足しにし、稼ぎは「秘密の」銀行口座に貯め、しばしば学校を抜け出して競馬に通っていた。母によれば、彼の学業成績は「立派というには程遠い」（英: "far from creditable"）ものだったが、1953年に義務兵役に応じる前には、ロウズ・ハウスの寮長（英: Captain of Roe's House）となっていた。彼は父の連隊であるコールドストリームガーズで少尉となり、主に西ドイツのクレーフェルトに駐屯した。ここで彼は、頭の切れるポーカー師としても知られた。

## キャリア
1955年に軍隊を去った後、ルーカンはロンドンに拠点を置くマーチャント・バンク、ウィリアム・ブランツ・サンズ・アンド・カンパニー (en) に就職し、年間500ポンドの収入を得た。1960年、彼は熟練したバックギャモン・プレーヤーで、裕福な株式仲買人だったスティーヴン・ラファエル（英: Stephen Raphael）に出会った。彼らはバハマで休暇を過ごし、水上スキーやゴルフ、バックギャモン、ポーカーなどに興じた。ルーカンは常習的なギャンブラーとなり、バークリー・スクエアにあった、ジョン・アスピナルのクラーモント・クラブ（英: Clermont gaming club）の初期メンバーになった。彼はブリッジやバックギャモンで才能を発揮したが、大きな負けを作ることも多かった。ある時は8,000ポンドも負けたが、これは家族の信託から彼が1年に受け取る金額の3分の2にも当たる金額だった。また、カジノで1万ポンドも負けた夜もあった。この際は、株式仲買人だったおじのジョン・ビーヴァンが負債を肩代わりし、ルーカンはこのお金を2年後に完全返済した。

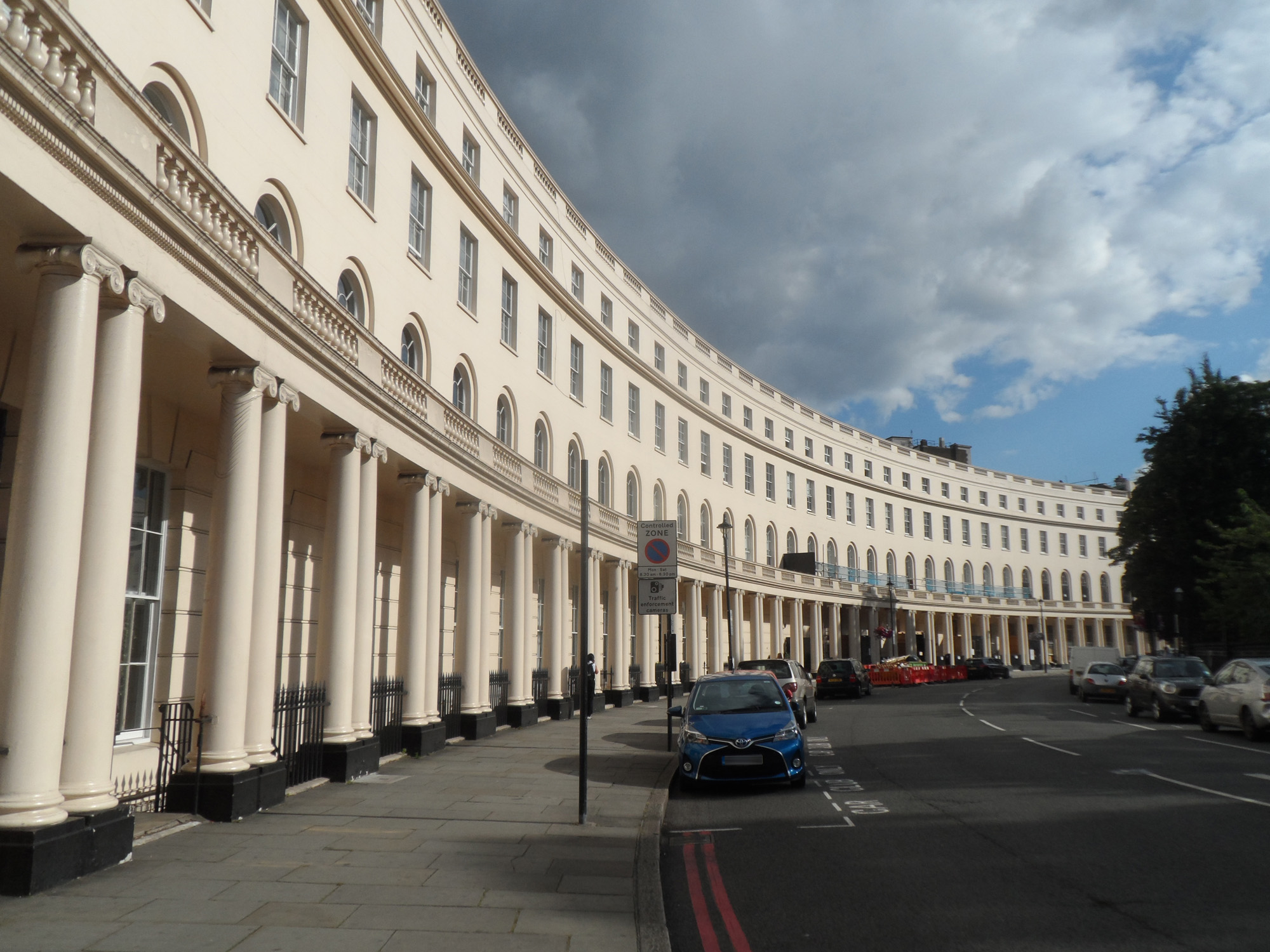
彼が住んでいたパーク・クレセント

ルーカンは、1960年にシュマンドフェールで26,000ポンド勝った直後、勤めていたブランツを退社した。同僚に昇進の先を越された彼は、抗議した後、「どうして銀行なんかで働いているんだ、テーブルに着けば1年分の収入を一夜で稼げるっていうのに？」と言って辞職した。彼はアメリカに向かい、ゴルフやモーターボートに興じ、西海岸ではアストンマーティンを乗り回した。また姉のジェーンや、以前の保護者だったマーシャ・タッカーの元を訪れた。イングランドに戻った後、彼はセント・ジョンズ・ウッドにあった両親の家を出て、パーク・クレセントのフラットに移った。

## 私生活

### 結婚
ルーカンは1963年初めに、将来の妻となるヴェロニカ・ダンカンと出会った。彼女は1937年に、チャールズ・ムーアハウス・ダンカン少佐と、妻テルマの間に生まれた。父は彼女が幼い頃に自動車事故で亡くなり、家族はその後南アフリカへ移住した。母は再婚し、継父がギルフォードのホテル支配人となったことをきっかけに、家族はイングランドへ帰国する。姉のクリスティーナ（英: Christina）と共にウィンチェスターのセント・スウィジンズ・スクールに通った彼女は、芸術の才能を発揮してボーンマスの美術学校に進学した。姉妹は後にロンドンのフラットを共有するようになり、ここでヴェロニカはモデルや秘書として働いた。クリスティーナが裕福なウィリアム・シャンド＝キッド（英: William Shand-Kydd）と結婚した後、彼女はロンドンの上流階級 (en) に招待され、ルーカンとは上流階級のゴルフクラブの集まりで初めて会った。

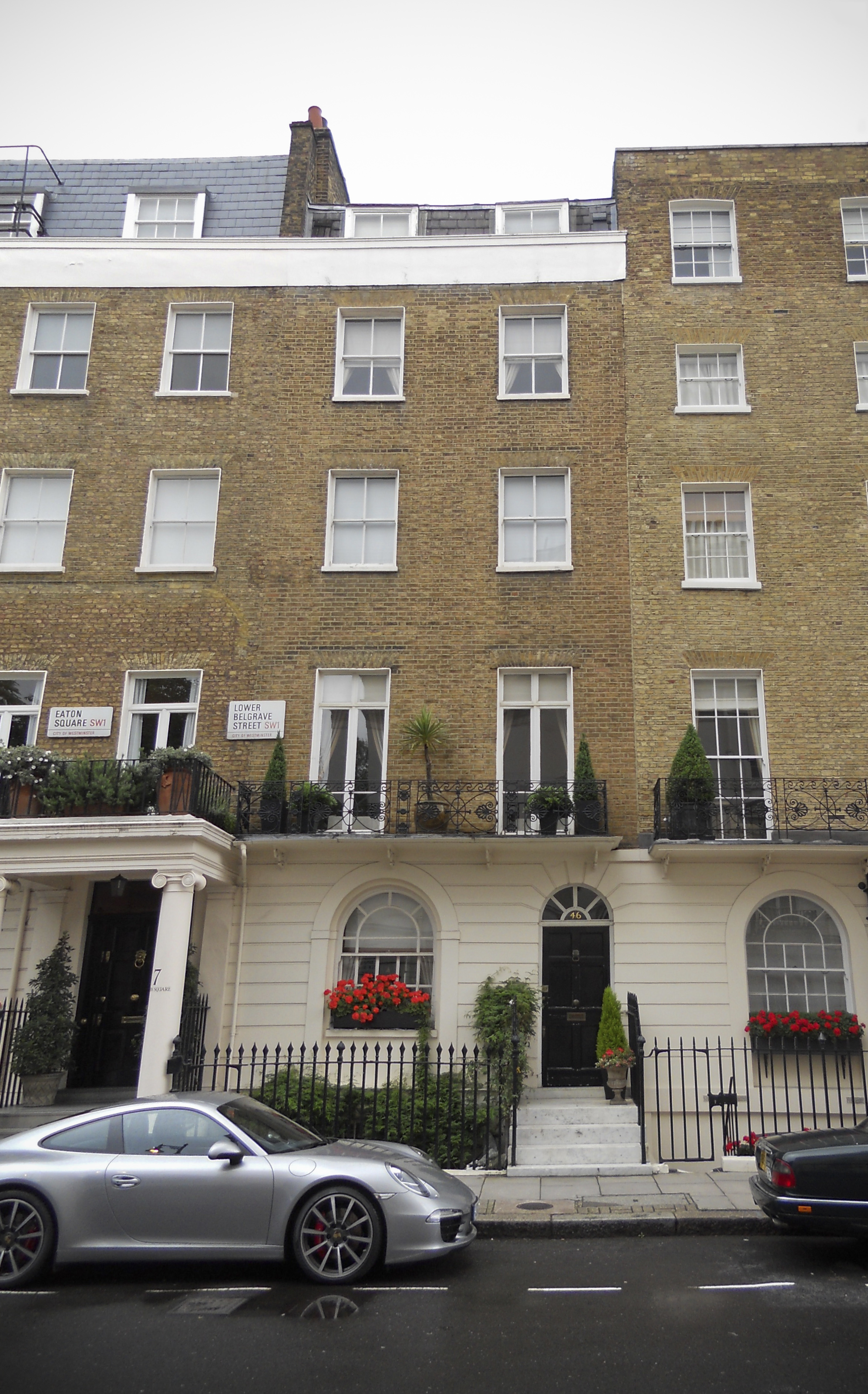
ロンドン・ベルグレイヴィア、ロウワー・ベルグレイヴ・ストリート46番地

婚約の知らせは『タイムズ』紙と『デイリー・テレグラフ』紙の1963年10月14日号に掲載され、2人は11月20日にホーリー・トリニティ・ブロンプトンで結婚式を挙げた。侍女のひとりがレディ・ルーカンの親戚だったことから、式にはアリス・オブ・オールバニも参列したが、上流階級の有名人はほとんど参加せず、夫婦はその後オリエント急行の一等客車に乗ってヨーロッパへのハネムーン旅行に向かった。ルーカンの経済状況は既に問題山積だったが、父から門出として、家族用の大きい家、また将来のルーカン家の出費に見合うように夫婦財産契約が贈られた。ルーカンは債権者数人に返済し、ベルグレイヴィア・ロウワー・ベルグレイヴ・ストリート46番地を購入して、ヴェロニカの好みに合うよう改装した。結婚式から2ヶ月後の1964年1月21日、第6代ルーカン伯爵は脳梗塞のため亡くなった。25万ポンドとも言われる相続額の他に、父が保有していたルーカン伯爵、カスルバーのルーカン男爵、メルクーム・ルーカンのルーカン男爵、カスルバーのビンガム準男爵といった称号も引き継ぎ、妻はルーカン伯爵夫人（英: the Countess of Lucan）となった。第1子のフランシスは1964年10月24日に生まれ、翌年初めには彼女の世話をしてもらうナニーとして、リリアン・ジェンキンス（英: Lillian Jenkins）を雇った。ルーカンは妻のヴェロニカに、ギャンブルや、狩猟・射撃・釣りといった伝統的な娯楽を教えようとした。また彼女のためにゴルフ・レッスンを申し込んだが、ヴェロニカは後にスポーツを全て諦めた。
ルーカンの日課は、朝9時に起きて朝食を摂り、コーヒーを飲んで朝の手紙に目を通し、新聞を読んでピアノを弾くというものだった。時には公園をジョギングしたり、飼っていたドーベルマンを散歩させたりした。クラーモント・クラブで昼食を摂り、その後は午後のバックギャモンに興じた。家に帰ってブラック・タイに着替えた後、クラーモント・クラブに戻って1日の残りを過ごすことが典型的で、早い時間にはギャンブルに興じ、ヴェロニカがこれを観戦することもあった。まだブランツで働いていた1956年、彼は「銀行に200万ポンド預ける」（英: "￡2m in the bank"）という夢を語り、「モーター・カーにヨット、贅沢な週末と将来の安定は、自分自身や他の大勢に、多大な喜びを与えるだろう」と述べている。友人には内気で無口な人物と言われていたが、高身長や「よく伸びた衛兵の口ひげ」（英:  "luxuriant guardsman's moustache"）、男性らしさの追求が相まって、名声は高まり彼は有名になっていった。浪費癖は、プライベートの航空機を調達して友人をレースに連れて行ったり、知り合いの車屋にアストンマーティンのオープンカー調達を頼んだり、ロシアの高級ウォッカを飲んだり、モーターボート (en) レースに興じたりと広範囲に及んだ。1966年9月、彼は『女と女と女たち』のスクリーン・テストで不合格となり、同時期にはアルバート・R・ブロッコリからはジェームズ・ボンド役のスクリーン・テストにも呼ばれていたが、これも破談となった。
プロのギャンブラーとして、彼が卓越した技術を持っていたことは疑いようもなく、一時はバックギャモンで世界トップ10にまで入った。彼はセント・ジェームズ・クラブのトーナメントで勝ち、またアメリカ西海岸チャンピオン（英: Champion of the West Coast of America）にもなった。「ラッキー・ルーカン」（英: "Lucky" Lucan）という渾名も付けられたが、あっさりと負けが勝ちを上回り、「ラッキー」とはとても言えない状態に陥っていた。彼はサラブレッドに興味を示したが、1968年には勝利配当よりも高い出走料をはたいてレースに参加する有様だった。金銭状況に関していくらかの口論はあったものの、妻は彼の負けについては概ね無関心で、サヴィル・ロウの仕立屋やナイツブリッジの店々での出費を続けた。1967年のジョージ誕生、1970年のカミラ誕生に続き、ヴェロニカは産後うつに悩むようになる。ルーカンは彼女の精神的な健康に大いに気を配るようになり、1971年にはハムステッドにある精神科診療所に連れて行くが、彼女は入院を拒んだ。代わりに、ヴェロニカは精神科医の家庭訪問と、抗うつ治療の実施に同意した。1972年7月、家族は休暇を過ごしにモンテカルロを訪れたが、ヴェロニカはルーカンと上の子ども2人を残して、すぐにイングランドへ帰国した。ルーカンのギャンブル中毒とヴェロニカの衰弱した精神状態の報いとして、彼らには財政状況維持という重圧がのしかかり、結婚生活はその犠牲となった。1972年のクリスマスは緊迫したものとなり、その2週間後にルーカンは、イートン・ロウ（英: Eaton Row）にある小さな地所に移った。

### 別離
数ヶ月後、ルーカンは再度引っ越しし、エリザベス・ストリート（英: Elizabeth Street）近くにある、より広い貸しフラットに移った。ヴェロニカは当初和解を望んでいたが、ルーカンの求めは子どもたちの養育権のみにあった。ヴェロニカは子どもたちの面倒を見るには不適格だと示そうとした彼は、家族の内偵を始め（ロウワー・ベルグレイヴ・ストリートでは彼の車が始終目撃されていた）、やがて私立探偵を雇って内偵させるようになった。ルーカンはまた、ヴェロニカは「気が狂った」のではなく、鬱や不安症状に苦しんでいるだけだとする医者たちと徹底的に議論した。彼は友人たちに、ヴェロニカのために働く人間などいないと言いふらした（彼女は長年勤めたナニーのジェンキンスを、1972年12月に解雇していた）。何人ものナニーが雇われたが、そのうちの1人だった26歳のステファニア・サヴィツカ (Stefanja Sawicka) は、ヴェロニカから、ルーカンが杖で自分を殴り、ある時には階段から突き落としたと聞かされた。伯爵夫人が身の安全を案じているのは明らかで、サヴィツカには「ある日彼に殺されても」（英: "if he kills me one day."）驚きはしないと述べていた。
ルーカン家とサヴィツカの契約は1973年3月遅くに終了した。ヴェロニカが2人の子どもとグローヴナー・プレイス近くを歩いていた際、突然ルーカンや2人の私立探偵が現れ、両者は対峙した。ルーカンらは子どもたちに法的後見人を付ける必要があるとして、子どもたちを解放してルーカンに養育権を与えるよう求め、ヴェロニカもこれに従った。この後、彼らはフランシスを迎えに学校に向かった。レディ・ルーカンは子どもたちを取り戻そうと裁判に持ち込んだが、問題の複雑さから、判事は審理を3ヶ月後の1973年6月に設定した。自身の精神状態に関するルーカンの申し立てに対抗するため、ヴェロニカはローハンプトンにあるプライオリー・クリニックへの4日間の入院を申し込んだ。彼女が何らかの精神科的サポートを必要としていることは否定できなかったが、医者たちは、彼女が精神疾患を患っている徴候は無いと報告した。ルーカンの申し立ては、ヴェロニカが子どもたちの面倒を見られない状態だということに依存していたが、審理の段階では、ヴェロニカに対する自身の態度を抗弁する羽目に陥った。数週間にわたった証人尋問と引き延ばされた非公開審理の後、弁護士の助言に従って、彼は敗北をしぶしぶ認めた。ルーカンの性格に感心しなかったリース判事は、ヴェロニカに養育権を与えた。一方の伯爵にも、隔週末に子どもたちと会うことが認められた。
これ以降、夫妻の間では、多くの友人やヴェロニカの姉を巻き込み、苦い論争が始まることになる。ルーカンは、再び妻の行動を監視し始めた。彼はソニー製の小さなテープレコーダーで通話を録音し、心構えをさせた上で抜粋したものを友人に聞かせたほか、友人や銀行の支配人に、レディ・ルーカン（ヴェロニカ）は「湯水のように金を使っていた」（英: "spending money like water"）と言いふらした。ルーカンは彼女へ週40ポンドを支払い続けたが、ハロッズへの規則的な食品注文は取り消したのかもしれない。ルーカンから牛乳配達人への支払は遅れ、法廷でヴェロニカは住み込みのナニーを雇う必要があるとされたが、保育代理業者への支払も滞った。ヴェロニカには収入源が無かったので、地元の病院でパートタイム勤務を始めた。一時的なナニーとしてエリザベス・マーフィー（英: Elizabeth Murphy）が雇われたが、ルーカンは彼女に酒を奢り、妻の情報を引き出そうとした。彼は探偵事務所に対し、マーフィーを調査して、彼女が職務である子どもの世話を放棄した瞬間を押さえるよう指示した。探偵事務所が数百ポンドの代金を請求したところ、ルーカンは探偵事務所との契約を打ち切った。マーフィーは後に、癌で入院する羽目になった。一時的なナニーとして次に雇われたクリスタベル・マーティン（英: Christabel Martin）は、ひどく息切れした人や、住んでもいない人物を呼び出した人など、奇妙な電話が数件家にかかってきたと報告している。一時的なナニーが他にも数人雇われた後、1974年遅くからサンドラ・リヴェット（英: Sandra Rivett）が働き始めることになった。

### ギャンブル中毒と経済状況
法廷での敗北は、ルーカンに挫折を味わわせた。裁判費用はおよそ2万ポンドと推測され、彼の経済状況は1974年末までに悲惨な状態になっていた。彼はひどく酒を飲み、煙草を立て続けに吸うようになり、友人たちに心配され始めるほどだった。アスピナルの母、レディ・オズボーンやその息子など、友人との酔っ払いながらの会話で、ルーカンは妻の殺害について話し合った。グレヴィル・ハワードは、後に警察での供述書で、妻の殺害が彼をどれだけ破産から救うか、彼女の遺体がソレントでどう処理されるか、そしてどうやって彼が「逃げおおせるか」（英: how he "would never be caught"）について、ルーカンがどれだけ語ったか述べている。ルーカンは母から4,000ポンド借り、マーシャ・タッカーには10万ポンドのローンを頼み込んだ。色よい返事を受けられなかったルーカンは、タッカーの息子に手紙を書き、ヴェロニカから子どもたちを「買い戻したい」("buy") 旨を説明したが、金は工面されなかった。彼は友人や知人を訪ねて回り、ギャンブル中毒に陥った彼の資金として、融資をしてくれる人がいないか探して回った。資本家のジェームズ・ゴールドスミスが5,000ポンドの当座貸しを保証したが、長年支払われないままになっていた。ルーカンはまた、慎重なエッジウェア・トラスト（英: Edgware Trust）にも融資を申し込んだ。申込後、彼は収入の詳細として、家族の様々な信託から年12,000ポンドあまりを受け取っていることを提示した。彼は5,000ポンドの融資を申し込んだが、それには担保を用意する必要があり、また3,000ポンドしか受け取ることができなかった。ルーカンの銀行4口座は、銀行家たちがうろたえるほどに貸し越されていた（クーツで2,841ポンド、ロイズ銀行で4,379ポンド、ナショナル・ウエストミンスター銀行で1,290ポンド、ミッドランド銀行で5,667ポンド）。この時までに、ルーカンは以前よりも低い賭け金で勝負するようになってはいたが、彼のギャンブルは相変わらず自制が効かない状態だった。ランソンらが1994年に出した書籍では、1974年9月から10月だけで、伯爵の負債は5万ポンドに達していたと推測されている。
これらの問題にもかかわらず、1974年10月下旬から彼の品行は改善してきた。彼のベストマンだったジョン・ウィルブレアム（英: John Wilbraham）は、ルーカンが露わにしていた子どもを取り返すという執念が弱まってきたことに気付いた。母とディナーを摂っていた時、彼は家庭問題の話を止め、代わりに政治の話を始めたという。11月6日、彼はおじのジョン・ビーヴァンと会ったが、彼の精神状態は明らかに改善していた。この日の遅く、彼は21歳のシャーロット・アンドリナ・コフーン（英: Charlotte Andrina Colquhoun）と会い、彼女は「彼はいつも通りとても幸せそうで、不安がったり落ち込んでるというような様子は無かった」と述べている。彼はクラーモントでも、レーシング・ドライバーのグラハム・ヒルと共に会食した。この時、カジノは14時から4時までしか開いていなかったので、ルーカンは朝早くギャンブルに興じることがほとんどだった。彼は不眠症のために薬を飲んでおり、ランチタイム頃に起きるのが日課だった。しかし11月7日は日課を破り、朝早くに事務弁護士へ電話を掛け、朝10時半にはコフーンにも電話を掛けた。2人は15時にクラーモントで食事をする約束をしたが、ルーカンはこの時間に現れなかった。コフーンはクラーモントとラッドブローク・クラブ（英: Ladbroke clubs）、そしてエリザベス・ストリートを車で走り抜けたが、彼の車を見つけることはできなかった。ルーカンは、13時に芸術家のドミニク・エルウェス、銀行家のダニエル・マイナートツァーゲン (Daniel Meinertzhagen) とクラーモントで約束していたランチもすっぽかした。
16時にルーカンはヴェロニカの家近くである、ロウワー・ベルグレイヴ・ストリートの薬局に立ち寄り、薬剤師に小さなカプセル薬の鑑定を依頼している。薬は不安やうつ症状に対するリンビトロール5（クロルジアゼポキシド）と分かった。ルーカンは妻と別離して以来同じような訪問を繰り返していたが、どこで薬を得たかは決して明かさなかった。16時45分、彼は友人で出版代理人のマイケル・ヒックス＝ビーチ（英: Michael Hicks-Beach）に電話し、18時半から19時にかけて、エリザベス・ストリートにあるフラットで面会した。ルーカンはオックスフォード大学の雑誌に寄稿を頼まれた、ギャンブルに関する記事について助けてほしいと求めた。彼はヒックス＝ビーチの家まで20時に車で送っていったが、この時の車は彼のメルセデス・ベンツではなく「古く、暗い色でみすぼらしいフォード」（英: "an old, dark and scruffy Ford"）で、数週間前にマイケル・ストゥープ（英: Michael Stoop）から借りたフォード・コルセアだったのではないかと考えられている。20時半、彼はクラーモントに電話を掛け、グレヴィル・ハワードや友人とのディナー予約について確認している。ハワードは17時15分にルーカンへ電話し、劇場に行かないかと誘ったが、彼はこれを断り、代わりに23時にクラーモントで会おうと持ちかけた。彼はこれにも現れず、電話しても誰も答えなかった。

## 殺人

### サンドラ・リヴェット
サンドラ・エリナー・リヴェット（英: Sandra Eleanor Rivett）は、1945年9月16日に、アルバートとユーニスのヘンズビー夫妻の第3子として生まれた。家族は彼女が2歳の時にオーストラリアに移住し、1955年に帰国した。彼女は人気者で、学校では「学業に秀でているわけではないかが、利発な子」（英: "intelligent, although she does not excel academically"）と評された。彼女は美容師見習いとして6ヶ月働いた後、クロイドンで秘書として働き始めた。恋破れた後、彼女はレッドヒル (サリー)近くの精神科病院でうつ病の治療を受けつつ「ボランタリー・ペイシェント」（英: voluntary patient）となった。その後ジョンという建築業者と婚約し、クロイドンの医者のためにナニーとして働き始める。1964年3月13日、彼女はスティーヴン (Stephen) という男児を産むが、ジョンとの関係は破綻し、彼女は実家に戻って息子を養子に出そうと考える。彼女の両親が責任を取り、1965年5月にその子を引き取ることになった。彼女は高齢者ホームで働き、その後ポーツマスに移って姉と暮らした。彼女はここでロジャー・リヴェット（英: Roger Rivett）と出会い、1967年6月10日にクロイドンで結婚した。ロジャーはイギリス海軍の有能な船員で、後に国有貨物輸送公社（英: British Road Services）の荷運び人となり、一方のサンドラはパーリーのリーダム孤児院（英: Reedham Orphanage）でパートタイム勤務を始めた。1973年夏、ロジャーはエッソのタンカーでの職を得て数ヶ月勤務し、その後ケンリーのフラットに戻ったが、その間にサンドラはクロイドンの煙草会社での職を得ていた。婚姻関係はロジャー不在時のサンドラの行動に疑いがあったことから1974年5月に破綻し、ロジャーは両親と暮らすため実家に戻った。その後彼女はベルグレイヴィアの家事代行業者に登録し、この地区の高齢カップルのケアを担当した。数週間後、彼女はルーカン家で働き始めた。

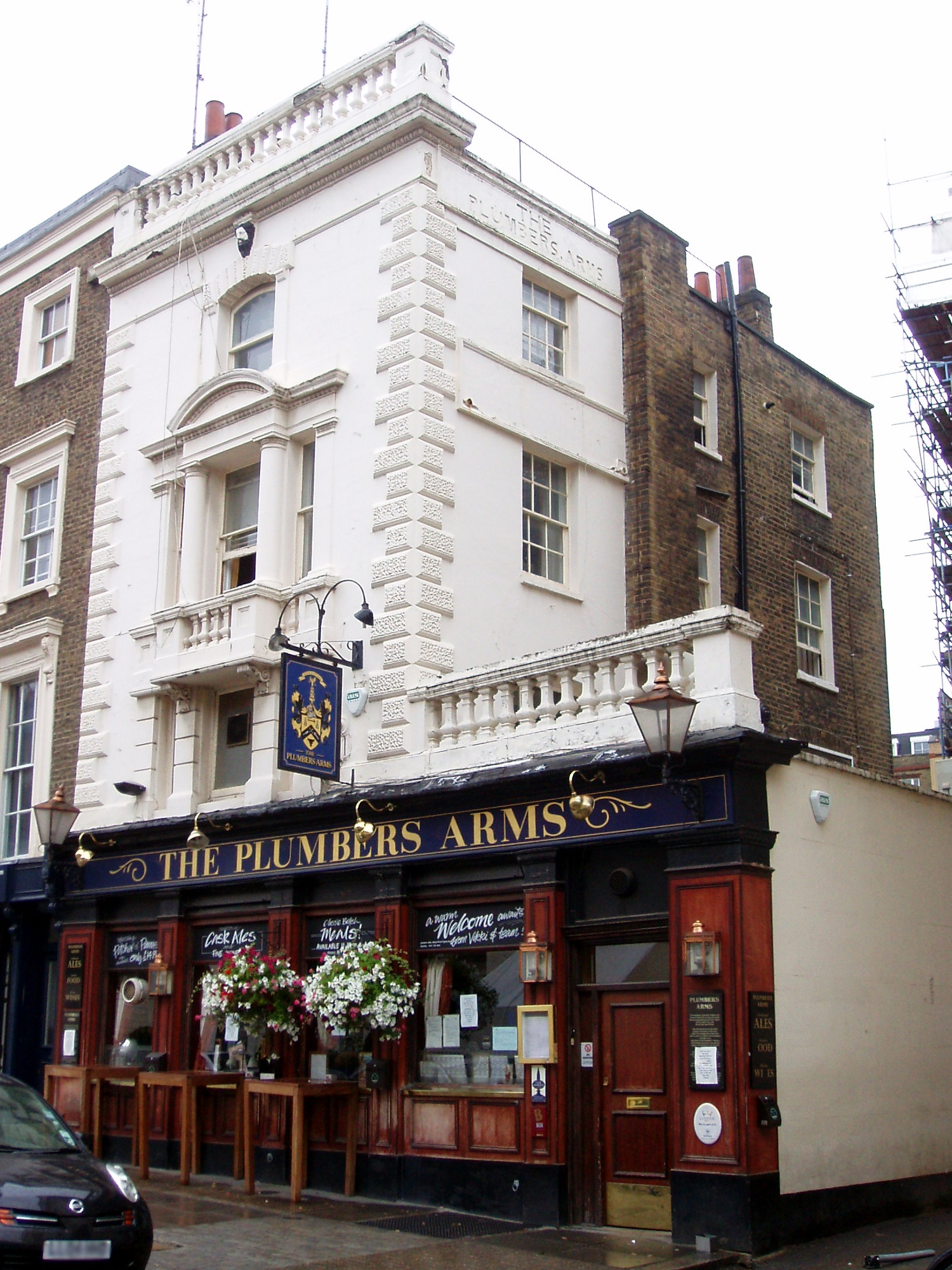
ヴェロニカが逃げ込んだプランバーズ・アームズ

サンドラ・リヴェットは毎週木曜の夜にボーイフレンドのジョン・ハンキンズ（英: John Hankins）と一緒に過ごす習慣だったが、その週は非番の日を変更したため、彼と外出したのは水曜日だった。2人が最後に通話したのは11月7日木曜日の20時だった。下の子たちを寝かしつけた後、彼女は20時55分頃にヴェロニカから紅茶を1杯頼まれ、地下室にあるキッチンに向かった。部屋に入ったところで、彼女は包帯が巻かれた鉛管で殴りつけられ殺された。犯人は彼女の遺体を、帆布地の郵便袋に入れた。その時、ナニーが遅いことを心配し、ヴェロニカが様子を見に降りてきた。彼女は地下室に繋がる階段の最上段からリヴェットを呼んだが、その後自身も襲撃された。大声で命乞いした彼女に対し、襲撃者は「黙れ」（英: "shut up"）と言った。後にヴェロニカは、すぐにこれが夫の声だと分かったと述べている。2人は揉み合いになり、ヴェロニカが指に噛みつくと、相手は彼女を押し倒して顔を絨毯に押しつけたが、必死に振り返って睾丸を絞り上げたため、ルーカンは喉に回した手を離して降参した。彼女がリヴェットはどこか聞くと、ルーカンは当初はぐらかしたが、やがて彼女を殺したことを認めた。怯えたヴェロニカは、自分の怪我が治るまで数日間家にいてくれるなら、彼が逃げるのを助けられると伝えた。ルーカンは階段を上って娘を寝かしつけ、それから寝室の1つに向かった。ヴェロニカが寝ようとしてその部屋に入った時、彼は寝具が血で汚れないようにタオルを敷いてくれと彼女に言った。ルーカンはバルビツレートが無いか彼女に尋ね、濡れたタオルを取りにバスルームへ向かったが、これはヴェロニカの顔を拭くためだったと考えられている。ヴェロニカはバスルームからは自分の動きが分からないと知っており、外へ駆け出して近所のパブ、プランバーズ・アームズに逃げ込んだ。
ルーカンは22時から22時半頃、チェスター・スクエアにあるマデレイン・フロアマンの家に立ち寄ったと考えられている（フロアマンはフランシスの学友の母だった）。家で一人きりだったフロアマンは扉の物音に気付かなかったが、直後に支離滅裂な電話を受け、電話を切った。この家の戸口の上り段からは、後に行われた法科学的調査で、A・B型の血液が混ざった血痕が見つかっている。ルーカンが22時半から23時にかけて母に電話を掛けたことは確実で、この通話で彼はロウワー・ベルグレイヴ・ストリート（ヴェロニカらが住んでいたフラット）から子どもたちを引き取っておくよう母に頼んでいる。ルーカンの母によれば、彼は妻の家で「おぞましい悲劇」（英: "terrible catastrophe"）があったと話した。また家の前を車で通り過ぎた時、ヴェロニカが地下室で男と闘っていたのを目撃したとも話した。彼はフラットに踏み込み、彼女が叫んでいるのを見たと喋った。ルーカンがこの通話をどこから掛けていたのか、またフロアマン宅への不審電話の発信元も、未だに特定されていない。警察はロウワー・ベルグレイヴ・ストリートのヴェロニカ宅に踏み込んでサンドラ・リヴェットを見つけ、その後ヴェロニカは救急車で聖ジョージ病院へ搬送された。ルーカンはフォード・コルセアを42マイル (68 km)運転し、イースト・サセックス・アクフィールドにある友人のマクスウェル＝スコット宅へ向かった。スーザン・マクスウェル＝スコット（英: Susan Maxwell-Scott）がルーカンを出迎えたが、これがルーカンの確かな目撃証言として最後のものである。

### 捜査

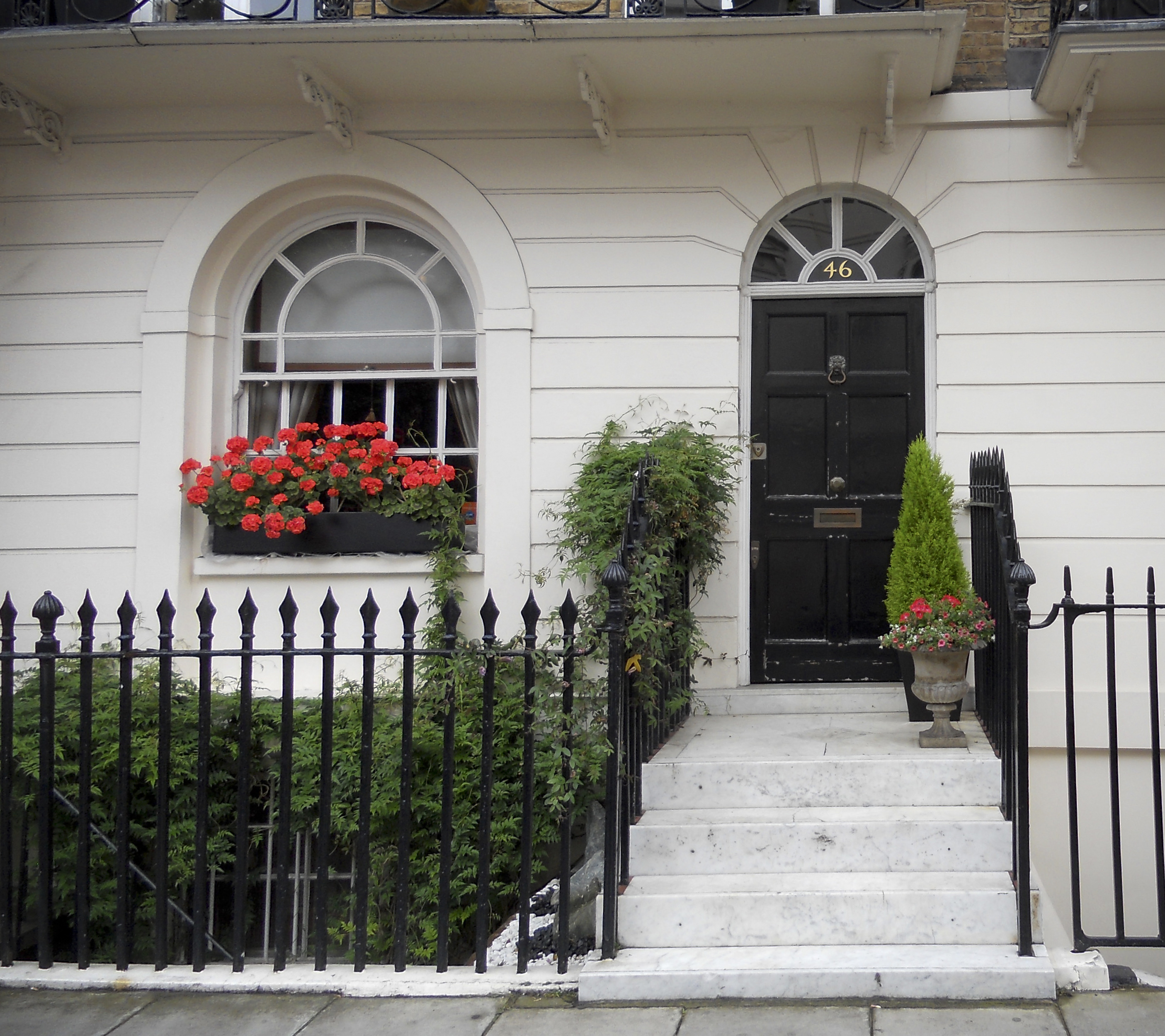
ロウワー・ベルグレイヴ・ストリート46番地の正面玄関

11月8日早朝に刑事課のロイ・ランソン警視正がロウワー・ベルグレイヴ・ストリートに到着するまでに、地域の外科医はリヴェットの死亡を宣言し、科学捜査官やカメラマンも臨場していた。最初に警官2名が蹴り破って入った正面玄関ドアの他に、押し入ったような痕跡は存在しなかった。2階にあるヴェロニカの寝室からは血染めのタオルが見つかった。地下室に繋がる階段の最上段付近が血塗れになっていたほか、床には血で汚れた鉛管が落ちていた。階段壁に掛かっていた写真は傾いていて、金属製の手すりの横木は損傷していた。階段の下では、血溜まりの中に2客のカップとソーサーが落ちていた。リヴェットの腕は、ゆっくりと広がる血溜まりの中の帆布袋から突き出ていた。階段下の照明からは電球が消えていたが、1つは近くの椅子の上で見つかった。血痕は隣接する裏庭の葉っぱ複数からも見つかった。
警官たちは1973年初頭にルーカンが転居したイートン・ロウ5番地を捜索し、さらにセント・ジョンズ・ウッドの自宅に孫たちを集めるよう頼まれたルーカンの母に話を聞いて、彼の最新の住まいだったエリザベス・ストリート72番地も捜索した。不審なものは何も見つからず、ベッドの上にあったスーツとシャツ、その隣に置かれた海運で財を成したギリシャの億万長者の本、またベッド脇のテーブルでルーカンの財布と車の鍵、金銭、運転免許証、ハンカチーフ、そして眼鏡が見つかっただけだった。パスポートは引き出しから見つかり、彼の青いメルセデスベンツは外に停車しており、車のエンジンは冷たく、バッテリーもあがっていた。ランソンは次に聖ジョージ病院のヴェロニカを訪ねた。多量の鎮静剤を投与されてはいたが、自身に何が起こったか説明することはできた。襲撃者が戻ってくることを警戒し、彼女を警護する警官が1人残された。リヴェットの遺体は霊安室に運び込まれ、地域の地下室や庭、大型ごみ容器、オープンスペースなどが捜索された。
帆布袋から遺体が取り出され検案が始まった後、法医病理学者のキース・シンプソンはランソンに対し、リヴェットが袋詰めにされる前に絶命していたことは確かで、現場にあった鉛管が凶器だろうと述べた。別居していた夫のロジャーには犯行当日アリバイがあり、警察の捜査対象からは外れた。他の男友達や恋人たちも聴取を受けたが、容疑者からは外された。両親は娘がレディ・ルーカンと良好な関係だったと確証し、子どもたちがとても大好きだったと伝えた。一方ルーカンは行方をくらましたままで、彼の人相書きが全国の警察に回された。新聞やテレビ局には、警察が聴取のためルーカンを追っているとのみ伝えられた。
数時間前の午前0時30分、ルーカンは再度母に電話を掛けている。彼は後でもう1度電話を掛けると伝えたが、彼女と共にフラットに控えていた警官と話すことは拒否し、代わりに朝になったら警察へ電話を掛けると約束した。ランソンはイアン・マクスウェル＝スコット（英: Ian Maxwell-Scott）から電話を受けてルーカンがアクフィールドに向かったことを知り、ルーカンが殺人の数時間後にマクスウェル＝スコット家に着き、妻のスーザンに迎えられたことを告げられた。この家で、伯爵は義理の兄（ヴェロニカの姉の夫）であるビル・シャンド＝キッドに2通の手紙を書き、ロンドンの家に宛てて投函した。マクスウェル＝スコットはレイトン・バザード近くにあったシャンド＝キッドのカントリー・ハウスへ電話を掛けて手紙のことを伝え、シャンド＝キッドは手紙を回収するためロンドンへ車を走らせた。手紙を読み、血痕に気付いた彼は、この手紙をランソンに渡した。以下がシャンド＝キッドに宛てられた手紙の内容である。
| 1974年11月7日 親愛なるビル、 今夜最もぞっとするような事態が起きた。母には手短に説明した。ロウワー・ベルグレイヴ・ストリートの諍いに割って入ったところ、男はヴェロニカを残して立ち去り、彼女は私が彼を雇ったことについて責め立ててきた。私は彼女を上の階に連れて行き、フランシスをベッドに入れて、彼女を綺麗にしようとした。彼女は暫くじっと隠れていて、私がバスルームにいた隙に家を出た。自分に対する状況証拠は強力で、V[=ヴェロニカ]は全部私がやったことだと言うだろう。私も暫く潜んでいるつもりだが、子どもたちのことだけが心配だ。君が何とか出来るなら、子どもたちと一緒に住んでやってほしい – クーツ（被信託者）、セント・マーティンズ・レーン（ウォール氏）が学費を何とかしてくれるはずだ。Vは前々から私への憎悪を露わにしていて、私を被告人にするために何でもするだろう。ジョージとフランシスに、父親が殺人の疑いで被告席に立っていたと知りながら人生を送らせるのは、あまりに不憫だ。彼らが充分理解出来るくらい大きくなったら、パラノイアの夢について説明して、彼らの面倒を見てやってくれ。 いつまでも君の ジョン | 財政状況 来る11月27日に、クリスティーズで競りがあり、それで銀行の当座借越は何とかなるはずだ。競りの最低売却価格についてはトム・クレイグに同意してほしい。 売り上げは次の場所に： ロイズ：ペル・メル6番地、 クーツ、ストランド59番地、 ナット・ウェスト、ブルームズベリー支店、 ここにはEq. and Law社の生命保険証書も預けている その他の債権者は、当分の間ほっておいていい。 ラッキー |

ルーカンがやってきたのにすぐに通報しなかった理由を尋ねられ、スーザン・マクスウェル＝スコットは、新聞やテレビニュースを見ておらず、ラジオも聞いていなかったので、彼の訪問に注意していなかったと答えた。ルーカンの子どもたちはおばのレディ・サラ・ギブズ（英: Lady Sarah Gibbs）が住むノーサンプトンシャー・ギルズバラに預けられ、ここで数週間を過ごした。ヴェロニカ・ルーカンが退院する日、高等法院の審理で、子どもたちは彼女の元に返されることが確定した。報道各社が繰り返し押し寄せたことで、家族はプリマスにある友人宅に身を寄せる羽目になった。
ルーカンが運転しているところを目撃されたフォード・コルセアは、その特徴を全国に通達され、翌日の日曜日にアクフィールドから約16マイル (26 km)のニューヘイヴン、ノーマン・ロード（英: Norman Road）で見つかった。トランクにはサージカルテープで覆われた鉛管の断片と、満タンのウォッカ瓶が入っていた。車は法科学的調査のため移動された。後に2人の証人が証言し、車は11月8日金曜日の朝5時から8時の間に駐車されたことが示唆された。所有者であるマイケル・ストゥープにも、彼のクラブであるセント・ジェームズ宛にルーカンからの手紙が届けられていた。しかしながら、ストゥープは封筒を捨ててしまっており、投函元の消印は確認できなかった。以下が手紙の内容である。
ランソンは自殺を疑ったが、ニューヘイヴン・ダウンズ（英: Newhaven Downs）一帯の調査で、それは不可能だったと分かった。追跡犬を使って一部地域の捜索も行われたが、数年前に失踪した判事の骸骨が見つかっただけだった。翌年、警察のダイバーによる港捜索や、赤外線カメラを用いた捜索も行われたが、全く成果は上がらなかった。ルーカンの逮捕令状は、サンドラ・リヴェット殺人、また妻ヴェロニカの殺人未遂の罪で、1974年11月12日火曜日に発行された。彼の人相書きは既にイギリス中の警察へ配布されていたが、国際刑事警察機構（インターポール）に対しても提供された。

### 法医学的調査

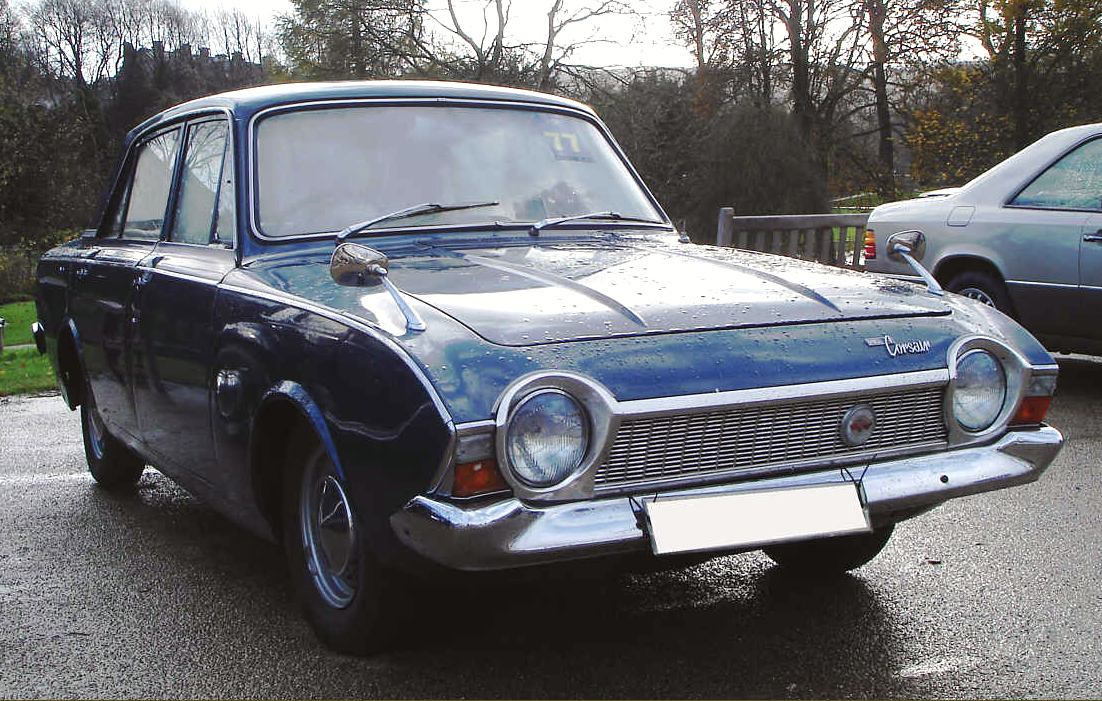
ルーカンが運転していたのと同型のフォード・コルセア

現場にあった鉛パイプとコルセアのトランクにあった鉛パイプの法科学的調査で、前者から血痕が発見され、ルーカン夫人と同じA型の血液と、サンドラ・リヴェットと同じB型の血液の混合だということが判明した。そのパイプにはヴェロニカの毛髪が付着していたが、リヴェットのものは見つからなかった。車の中にあったパイプからは血痕も毛髪も見つからなかった。内務省の科学者たちは、確証こそ無かったが、見つかったパイプ2本が、もっと長い同一のパイプから切り出されたものだと結論付けた。2本のパイプに巻かれたテープはよく似ていたが、両者が繋がっていたとは立証できなかった。ビル・シャンド＝キッドに宛てられた手紙は血で汚れていたが、これはヴェロニカ、リヴェット双方のものであると考えられた。マイケル・ストゥープ宛の手紙に血は無かったが、後に手紙が書かれた紙はコルセアのトランクにあったメモパッドがら引きちぎられたものだと判明した。
ロウワー・ベルグレイヴ・ストリート46番地で行われた血痕の捜査で、リヴェットは地下の台所で襲撃され、一方のヴェロニカは地下室に続く階段の最上段で襲撃されたことが分かった。コルセアの中で見つかった血痕はAB型で、報告書では2人の女性の血が混じったものではないかとされた。ヴェロニカのものに似た毛髪は、車内からも見つかった。

### メディアの反応
11月8日金曜日の夕方までに、新聞の早版ではルーカン家の人々の写真が1面に載り、「袋の中の遺体……伯爵夫人は叫びながら逃げた」「ベルグレイヴィアの殺人―伯爵は捜索中」など扇情的な見出しが躍った。この日クラーモントでは会合が開かれ、ジョン・アスピナル、ダニエル・マイナートツァーゲン、チャールズ・ベンソン、スティーヴン・ラファエル、ビル・シャンド＝キッド、ドミニク・エルウェスが出席したが、これはマスコミの憶測を呼ぶ元となった。後にマイナートツァーゲンとラファエルは、会合は心配する友人間で何が起きたか知っていることについて共有しようと、ただ理性的に行われたものだったと述べたが、警察とルーカンの社交仲間との関係は緊迫したものとなり、警官の中には「イートンのマフィア」（英: "Eton mafia"）が自分たちに反抗していると愚痴る者もいた。スーザン・マクスウェル＝スコットはこれ以上供述することを拒み、アスピナルの母であるレディ・オズボーンは、ルーカンの居場所について尋ねられた時、「彼について最後に聞いたのは、うちの息子の動物園で虎の餌になったという話です」と答え、警察に自宅や動物の檻を捜索させた。警察はホウカム・ホールやウォリック城をはじめ14軒のカントリー・ハウスや地所を捜索したが、無益に終わった。労働党の国会議員マーカス・リプトンが、警察と共に「少し上流ぶって」（英: "being a bit snooty"）振る舞っている人もいるのではないかとの心配を表明した後、ベンソンは『タイムズ』紙でリプトンに対して、そういった人々の素性を明かすか、「親切にもご意見を取り下げる」（英: "kindly withdraw his remarks"）かしてほしいと逆襲した。『プライヴェート・アイ』紙では、ジェームズ・ゴールドスミスがクラーモントでの会合に出席していたという非難記事が掲載されたが、この時彼は実際のところアイルランドに滞在していた。エルウェスは入院中のヴェロニカを見舞い、彼女の容貌と「今は誰の気が狂っているの？」（英: "Who's the mad one now?"）という言葉にひどく衝撃を受けたと報じられている。彼はヴェロニカに関する一部の否定的な報道に不快感を露わにし、後に『サンデー・タイムズ・マガジン』に掲載されたルーカンの批判記事に関わったことで友人からのけ者にされてしまった。彼は1975年9月に自殺した。
リヴェット殺しは世界中で大見出しとなった。殺人から数日の内に、新聞ではヴェロニカが警察に話した内容が報道され、その中で彼女は自分の身の安全を守るため、夫と結託したふりをしたと述べていた。1975年1月、彼女は『デイリー・エクスプレス』紙の独占取材に応じた。また同紙のために家の中でポーズを取って撮影を行い、殺人の完全再現も行った。

### 死因審問

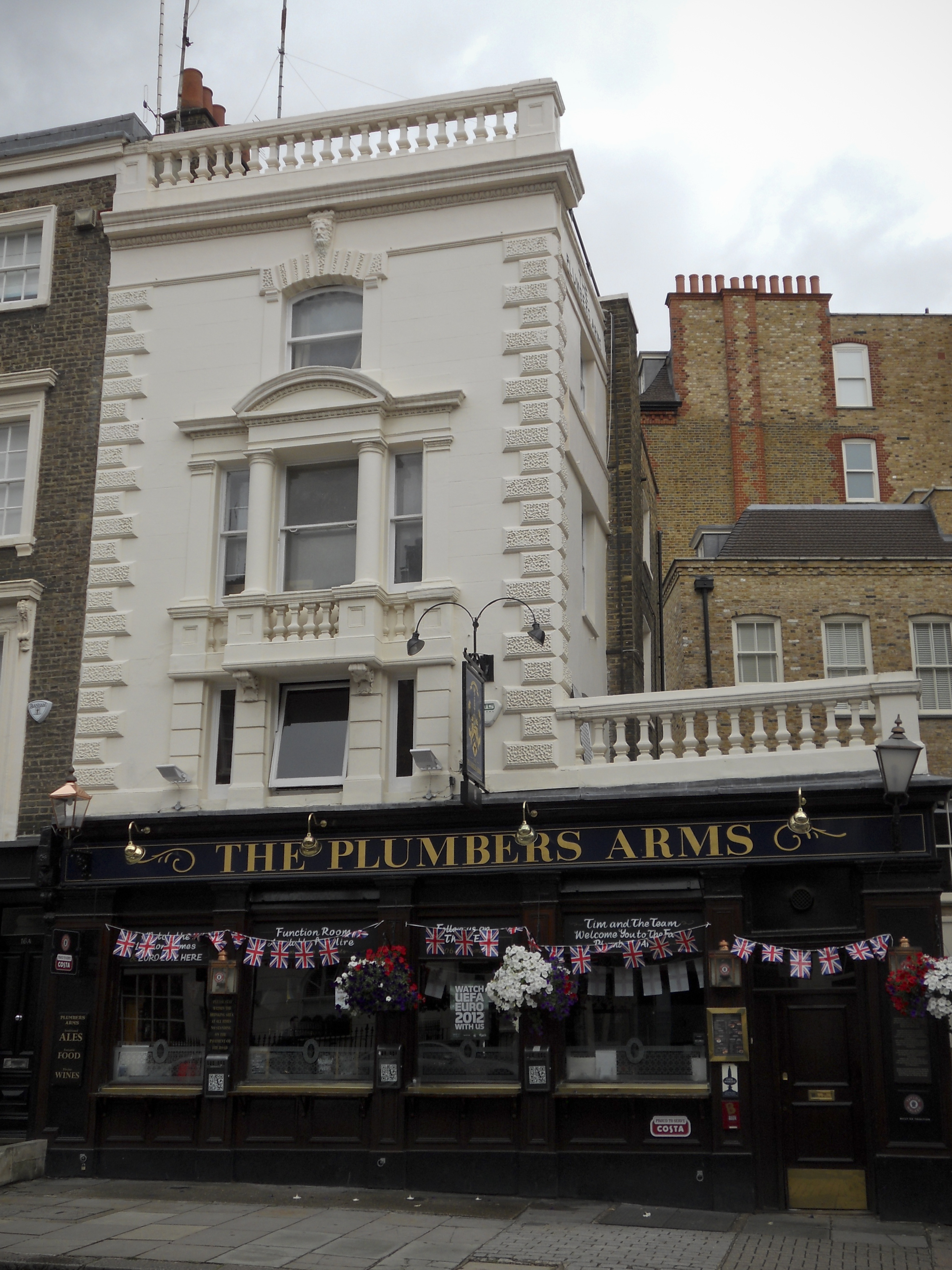
別角度から写したプランバーズ・アームズ

リヴェットの死に対する死因審問は1974年11月13日に始まり、インナー・ウェスト・ロンドンの検死官であるヴィン・サーストン（英: Gavin Thurston）が指揮を執った。報道陣でいっぱいの法廷には2人の証人が呼ばれ、夫であるロジャー・リヴェットは彼女の身元を確認し、法医学者のキース・シンプソンは、リヴェットが頭部に受けた鈍器の一撃で死亡したと証言した。ランソンの要望で、審理は一時中断された。1974年12月11日、また1975年3月10日にも延期が決定され、次の審理は1975年6月16日に設定された。
聴取は陪審員団の宣誓と、法的代理人たちの紹介で始まったが、その中にはルーカンのために彼の母が雇った弁護士もいた。サーストンは陪審員団に事件の概要を説明し、彼らの責務について話した。彼はその後の数日かけて選び抜いた33人の証人を呼び出し、その内の1人だったヴェロニカは、毎日濃い色のコートを着て、頭には白いスカーフを巻いていた。サーストンはヴェロニカに対し、ルーカンとの関係、結婚生活、自身の経済問題、リヴェットの雇用、そして襲撃の夜何があったのかを聞いていった。ルーカンの母が雇った弁護人はヴェロニカから、彼女が夫を嫌悪していたなら、夫婦関係はどんなものだったのか引きだそうとしたが、サーストンは一線を越えたこの質問は容認しがたいとした。婦人警官のサリー・ブロワー（英: Sally Blower）は、1974年11月20日に夫妻の娘であるフランシスから話を聞き、彼女が書いた手紙を法廷で読み上げた。フランシスは叫び声を1回聞き、数分後に顔が血で汚れた母と、父親が部屋に入ってきたのを目撃した。彼女は母ヴェロニカに寝かしつけられた。その後彼女は父が電話で母にどこにいるのか尋ねているのを聞き、父がバスルームを出て階段を降りていったのを見たという。またフランシスは、リヴェットが木曜の夜働くのは異例だったと述べた。
プランバーズ・アームズの亭主は、ヴェロニカがパブに駆け込んできた時、「頭からつま先まで血塗れ」（英: "head to toe in blood"）で、その後「ショック状態」（英: "a state of shock"）から昏倒してしまったと述べた。彼はヴェロニカが、「助けて、助けて、殺されかかって逃げてきたの」、「子どもたち、子どもたち、彼が私のナニーを殺したの」と叫んでいたと証言した。法医学者のキース・シンプソンは、彼の行った検案について概要を話し、「鈍器による頭部損傷」と「血の吸入」（英: "blunt head injuries" / "inhalation of blood"）により彼女が絶命したと結論付けた。彼は現場で見つかった鉛管がリヴェットの傷に対する1番の成傷器だと確証し、彼女の左目・口に付いていた傷は、拳で殴られた際にできたものだろうと述べた。生きているルーカンに会った最後の人物であるスーザン・マクスウェル＝スコットは、法廷で、伯爵は「だらしなく」見え（英: "dishevelled"）、髪は「少しかき乱れていた」（英: "a little ruffled"）と述べた。ルーカンのズボンの右尻には湿った跡があり、彼はマクスウェル＝スコットに対し、家の前を歩いていた、もしくは通り過ぎようとした時に、ヴェロニカが男に襲われているのを見た、と伝えた。彼は踏み込んだ際に、階段下にあった血溜まりで滑ってしまったと述べた。ルーカンは彼女に対し、襲撃者は逃げたが、ヴェロニカは「とてもヒステリックで」（英: "very hysterical"）自分を殺すために殺し屋を雇ったのだろうとルーカンを詰ったことを語った。
審理の終了後、サーストンは提示された証拠を要約し、陪審員団に選択肢を提示した。午前11時45分、陪審長は「ルーカン卿による殺人」（英: "Murder by Lord Lucan"）であることを宣言した。ルーカンは殺人罪を宣告された貴族院議員となったが、これは1760年に執事を殺した罪で絞首刑にされたローレンス・シャーリー (第4代フェラーズ伯爵)以来のことだった。また彼は、刑事法院の検死官により殺人罪で裁かれた最後の人物になった（検死官のこの権限は、1977年刑事法法で取り除かれた）。
リヴェットの遺体は殺人後数週間にわたって捜査機関に置かれていたが、審問後家族に返還され、1974年12月18日にクロイドン火葬場で火葬された。警察の報道官からは、ヴェロニカが火葬に参列しない理由として、家族を動転させたくないとの彼女の希望が発表された。

### ルーカン側の反論
ルーカンの友人たちや家族は、事件を一面的にしか見ていないとして死因審問には批判的だった。ルーカンの母はリポーターに対し、死因審問は「有益な目的に全く適っていない」（英: [it did not serve] "any useful purpose at all"）と述べた。ヴェロニカの姉であるクリスティーナは、評決に対し「多大な悲哀・悲痛」（英: "great sadness and sorrow"）を感じたと述べた。スーザン・マクスウェル＝スコットは伯爵の無実を主張し続け、伯爵夫人に対し「ひどく申し訳無い」（英: "awfully sorry"）と感じていることを表明した。一方で、ルーカンは姿を見せないままで、「信じられないような偶然が重なった、悪魔のような夜」に関する彼自身の描写は、ルーカンが書いた手紙と、リヴェット殺人事件直後に彼が話した人物の証言にのみ拠るものだった。犯行現場からルーカンの指紋は見つからなかったが、彼の主張は、フォード・コルセアのトランクで見つかった鉛管や、妻殺しを議論していたという複数の証言を説明するものではなく、また彼が主張する「現場でヴェロニカを襲っていた男」に該当しそうな容疑者も存在しなかった。家に押し入った形跡は見当たらず、警察官は通りから地下の台所を見たというルーカンの証言を立証しようとしたが、歩道で低く身をかがめなければ不可能だった。地下室の灯は点いておらず、この場合部屋の中を覗き込むのはもっと難しくなる。地下室の電球（後に試験したところ切れてはいなかった）はソケットから取り外され、椅子の上に置かれていた。加えて、ルーカンの証言と異なることに、ヴェロニカはその夜地下室に踏み込んでいないと証言し、この証言はフラット周辺の血しぶき・血痕の法科学的調査で裏付けられた。地下室、裏庭、またリヴェットの遺体が入っていた帆布袋の上にヴェロニカの血痕が見つかったが、これは現場での混入の結果と考えられている。ルーカンは男を目撃したと主張したが、地下室の正面扉は施錠されており、囲み庭に繋がる裏ドアでは逃走の形跡は一切見つからなかった。男が1階の扉から逃げた証拠も見つからず、またそういった人物を46番地で目撃した人物も報告されなかった。
ルーカンの擁護者と対照的に、全国紙はほとんど足並みを揃え、彼が有罪だと書き立てた。社説執筆者も名誉毀損訴訟のおそれを無視し、ルーカンがリヴェットを殺害したとした。

## 名声の失墜と資産
ルーカンの名声失墜に引き続き、1975年8月に債権者は、失踪した伯爵には無担保の借金45,000ポンドと1,326ポンドの優先負債があったことを知らされた。彼の資産は22,632ポンドと推定された。家族の銀食器は、1976年3月に3万ポンドほどで売り払われた。残りの負債はルーカン家の信託で、失踪から数年の内に完済された。彼の家族は1999年に検認状を得て地所を相続したが、彼の死亡宣告書は発行されず、跡取りである息子のジョージには、父の称号を引き継いで貴族院の議席を得る許可が与えられなかった。失踪宣告にまつわる2013年推定死亡法（英: Presumption of Death Act 2013）の通過後、ジョージは再び父の死亡宣言手続きを始め、2016年2月3日には高等法院での審理が始まった。この裁判の結果ジョージは父の称号を引き継ぎ、第8代ルーカン伯爵となった。

## 最終的な運命と目撃証言
ルーカンの最後の目撃証言として確実なものは、1974年11月8日の午前1時15分頃、マクスウェル＝スコットの家を、友人のフォード・コルセアで出て行くものである。これ以降、彼の行方と最終的な運命は謎のままとなっている。捜査に当たった刑事のロイ・ランソン警視正は、当初ルーカンは「高潔な仕事を成し遂げ」、「彼自身の刃にかかったのだ」と述べていた。ジョン・アスピナルは2000年に亡くなる直前、ルーカンはリヴェット殺しの犯人で、彼の遺体は「海峡の250フィート下」（英: "250 feet under the Channel"）に眠っていると信じていることを明かしたが、これはルーカンの友人たちがおおっぴらに語っていた筋書きと同じようなものだった。ヴェロニカは夫の末期について、海峡を通るフェリーに身を投げ、「高貴な身分の生まれ通り」（英: "like the nobleman he was"）自殺したと信じていた。
ランソンは後に考えを改め、自殺はルーカンの考えとは程遠く、噂されるように海に投身したというのは信じ難いもので、彼がアフリカ南部に移住したというのがもっともらしいと結論付けた。殺人から30年後の2004年、『テレグラフ』紙に、ルーカン失踪に関して新調査を行っていた刑事から、「証拠から導き出されるのは、ルーカン卿がこの国を離れ、海外で数年間生きていたという事実だ」との言説が発表された。作家のジョン・ピアソンによれば、スーザン・マクスウェル＝スコットは死ぬ前に、ルーカンは国外で闇の地下組織から助けを受けており、その後匿うのは大きなリスクだと判断され、殺害されてスイスに埋められたのではないかと仄めかしていたという。同様の説は、クラーモント・セットで親交があった、広告担当幹部のジェレミー・スコットも唱えていた。
ルーカンの失踪は何十年も大衆の想像力を掻き立て続け、世界中で多数の目撃証言がある。最も時期が早いのは、リヴェット殺人の直後、自身の偽装自殺を企てた元イギリス国会議員、ジョン・ストーンハウスが関係する一件である。警察は別の筋を辿って、翌年6月にフランスへ向かったが、無益に終わった。コロンビアでの目撃証言は、アメリカのビジネスマンだと分かった。賞金稼ぎのジョン・ミラー（英: John Miller）は、大列車強盗 (1963年)の犯人で逃亡していたロニー・ビッグズを誘拐した人物で、1982年に伯爵を確保したと宣言したが、後に『ニュース・オブ・ザ・ワールド』紙で作り話だったとすっぱ抜かれた。2003年には、スコットランド・ヤードの元刑事が、ルーカンらしき男をインドのゴア州まで追跡したが、実際はセント・ヘレンズ出身のフォーク歌手、バリー・ハルピン（英: Barry Halpin）だったことを明かした。2007年には、ニュージーランドのリポーターが、イギリス出身 (en) のホームレスで、隣人たちに失踪した伯爵だと言われている人物に、取材を試みた（ただし本人は否定した）。
さらに最近では、父のルーカン伯爵が「遠くから」（英: "from a distance"）こっそりと子どもたちを見守れるよう、上の子ども2人を1980年代にガボンに送ったという話もあったが、息子のジョージはガボンを訪れたことすらないと否定した。ヴェロニカは新聞各紙による目撃記事を「ナンセンス」（英: "nonsense"）だとして切り捨て、自分の夫は「海外で上手く乗り切るようなイングランド人ではない」という自説を繰り返した。ヴェロニカはその後、2017年9月に80歳で亡くなった。